# UGC 122
UGC 122 es una galaxia irregular localizada en la constelación de Pegaso.